# Ronnie Taylor (cestista)
Ronnie Taylor (Raleigh, 31 ottobre 1981) è un ex cestista statunitense.